# 乌扎拉村之战
乌扎拉村之战1652年清朝正规军与沙俄军队的战斗，这是清俄首次交战。

## 背景
1632年，沙俄扩张到西伯利亚东部的勒拿河流域后，建立雅库茨克城，作为南下基地。
沙俄探险队自1636年听说黑龙江以后，就决定前往，1638年哥萨克人到黑龙江流域，遭当地人袭击，之后哥萨克探险队携带武器南下抢掠，寻找白银，并一路杀害当地人民。1643年夏，沙俄雅库茨克长官戈洛文派波雅科夫率兵132人沿勒拿河下行南侵，于冬天越过外兴安岭，11月到达精奇里江（今结雅河）中游达斡尔头人多普蒂乌尔的辖地后，四处抢掠，杀食50个达斡尔人，被黑龙江地区人民称为“罗刹”（吃人恶魔）。1644年夏初，精奇里江解冻后，又闯入黑龙江，沿途遭居民抗击。1646年，波雅科夫率领残部经马亚河、阿尔丹河进入勒拿河，逃回雅库茨克。波雅科夫回去后扬言，只要派兵三百名，修上三个堡寨，就能征服黑龙江。波亚科夫带回的有关黑龙江流域的情报和他提出的武力侵入黑龙江的打算，达到了沙俄当局的重视和赞许。1649年，雅库次克长官派哈巴罗夫率兵70名从雅库次克出发，于这年末侵入黑龙江，强占达斡尔头人拉夫凯的辖区，其中包括达斡尔头人阿尔巴亚的驻地雅克萨城寨（今黑龙江左岸阿尔巴金诺），遭当地人抵抗。哈巴罗夫将同伙交由斯捷潘诺夫率领，自己回雅库茨克求援。次年夏末，哈巴罗夫率138人携3门火炮和一些枪支弹药，再次侵入黑龙江，1651年(顺治八年)强占达斡尔族领袖阿尔巴西住地雅克萨城，不断派人四处捕捉人质，掳掠妇女，杀人放火，血洗达斡尔族古伊古达儿村，杀死661人，抢去妇女儿童361人。10月叶罗费·帕夫洛维奇·哈巴罗夫沿着黑龙江，又来到乌扎拉村(在伯力以东六百余里，今俄罗斯境内宏加力河口)，在这里休整过冬，与当地赫哲族冲突，由于双方力量悬殊，赫哲等部人遭受重大损失，派人向驻守宁古塔的清军报警。当时清军主力入关，东北只有少数部队留守。盛京方面命令宁古塔驻军出动。

## 战斗
宁古塔章京海色率领六百名士兵前往乌扎拉村，赶来助战的有黑龙江流域的各族居民，500名达斡尔族，420名从满泾站来的人，105名从松花江来的杜切尔人。4月3日黎明，清军逼近乌扎拉村。但是海色不是采取掩袭的方法，而是在老远就放炮鸣枪，把俄军从梦中惊醒。战斗开始后，清军突破堡墙，冲进营地，海色命令：对俄人只能生俘，不能击杀，不能放火。结果清军被大炮击败，从乌扎拉村撤退。此役清军装备多是大刀，鲜有火器，而沙俄拥有火炮和火枪。沙俄死亡10人，哈巴罗夫等78受伤。清朝死亡676人。损失马匹830匹、速射火枪17支、铁炮2门和一些粮食。
因为海色指挥错误，导致乌扎拉之战的失败，清廷将其处死。

## 後續戰役
此戰失利後，清廷吸取教訓，在1654年向朝鮮徵招100名鳥統手反擊，中方稱松花江口之戰，韓稱羅禪征伐